# التهاب العين العقدي
التهاب العين العقدي هو مرض جلدي يصيب العين ينتج عن وجود بعض شعيرات الحشرات أو المواد النباتية (مثلا)، والتي تستقر في الملتحمة أو القرنية أو القزحية وقد تصل في بعض الأحيان إلى شبكية العينين.